# Vaccinium truncatocalyx
Vaccinium truncatocalyx là một loài thực vật có hoa trong họ Thạch nam. Loài này được Chun ex W.P. Fang & Z.H. Pan miêu tả khoa học đầu tiên năm 1981.